# Aachener Turn- und Sportverein Alemannia 1900 2009-2010
Questa voce raccoglie le informazioni riguardanti il Aachener Turn- und Sportverein Alemannia 1900 nelle competizioni ufficiali della stagione 2009-2010.

## Stagione
Nella stagione 2009-2010 l'Alemannia, allenato da Michael Krüger, concluse il campionato di 2. Bundesliga al 13º posto. In Coppa di Germania l'Alemannia fu eliminato al secondo turno dall'Eintracht Francoforte.

## Rosa
| N. |                      | Ruolo | Calciatore         |
| -- | -------------------- | ----- | ------------------ |
| 22 | Germania (bandiera)  | P     | David Hohs         |
| 1  | Germania (bandiera)  | P     | Thorsten Stuckmann |
| 13 | Germania (bandiera)  | P     | Thomas Unger       |
| 32 | Germania (bandiera)  | D     | Timo Achenbach     |
| 28 | Germania (bandiera)  | D     | Mirko Casper       |
| 12 | Tunisia (bandiera)   | D     | Aïmen Demai        |
| 2  | Germania (bandiera)  | D     | Nico Herzig        |
| 3  | Danimarca (bandiera) | D     | Allan Jepsen       |
| 26 | Germania (bandiera)  | D     | Patrick Milchraum  |
| 19 | Nigeria (bandiera)   | D     | Seyi Olajengbesi   |
| 17 | Germania (bandiera)  | D     | Thomas Stehle      |
| 5  | Polonia (bandiera)   | D     | Łukasz Szukała     |
| 24 | Germania (bandiera)  | C     | Daniel Adlung      |
| 10 | Germania (bandiera)  | C     | Thorsten Burkhardt |

| N. |                       | Ruolo | Calciatore         |
| -- | --------------------- | ----- | ------------------ |
| 21 | Germania (bandiera)   | C     | Cristian Fiél      |
| 37 | Germania (bandiera)   | C     | Marco Höger        |
| 25 | Germania (bandiera)   | C     | Manuel Junglas     |
| 15 | Germania (bandiera)   | C     | Kevin Kratz        |
| 30 | Austria (bandiera)    | C     | Andreas Lasnik     |
| 16 | Germania (bandiera)   | C     | Florian Müller     |
| 7  | Germania (bandiera)   | C     | Reiner Plaßhenrich |
| 6  | Germania (bandiera)   | C     | Jérôme Polenz      |
| 31 | Turchia (bandiera)    | C     | Alper Uludağ       |
| 9  | Germania (bandiera)   | A     | Benjamin Auer      |
| 11 | Germania (bandiera)   | A     | Markus Daun        |
| 14 | Senegal (bandiera)    | A     | Babacar Guèye      |
| 8  | Slovacchia (bandiera) | A     | Szilárd Németh     |
| 33 | Turchia (bandiera)    | A     | Abdulkadir Özgen   |

## Organigramma societario
Area tecnica
- Allenatore:
- Allenatore in seconda: Willi Kronhardt
- Preparatore dei portieri: Christian Schmidt
- Preparatori atletici:

## Risultati

### 2. Bundesliga

#### Girone di andata
| Arbitro: | Perl |

|                |           |                  |
| Chrisantus 81’ | Marcatori | 53’ (aut.) Drpić |

| Arbitro: | Sippel |

|  |           |                                                        |
|  | Marcatori | 24’, 28’ Ebbers 35’ Naki 39’ (rig.) Bruns 86’ Hennings |

| Arbitro: | Kempter |

|              |           |           |
| Iličević 72’ | Marcatori | 17’ Guèye |

| Arbitro: | Schößling |

|                           |           |  |
| Auer 14’, 89’ Junglas 34’ | Marcatori |  |

| Arbitro: | Ittrich |

|               |           |  |
| Terranova 59’ | Marcatori |  |

| Arbitro: | Steinhaus |

|               |           |  |
| Auer 44’, 90’ | Marcatori |  |

| Düsseldorf 28 settembre 2009, ore 20:15 CEST 7ª giornata | Fortuna Düsseldorf | 0 – 0 referto | Alemannia Aquisgrana | Merkur Spiel-Arena (29 385 spett.)\| Arbitro: \| Schmidt \| |
| Arbitro:                                                 | Schmidt            |               |                      |                                                             |

| Arbitro: | Thielert |

|         |           |              |
| Auer 9’ | Marcatori | 80’ Fandrich |

| Arbitro: | Stark |

|            |           |  |
| Janjić 33’ | Marcatori |  |

| Arbitro: | Hartmann |

|           |           |                                            |
| Demai 65’ | Marcatori | 34’ Mattuschka 44’, 90’ Mosquera 78’ Stuff |

| Arbitro: | Fischer |

|  |           |               |
|  | Marcatori | 58’ Burkhardt |

| Arbitro: | Gagelmann |

|           |           |  |
| Demai 11’ | Marcatori |  |

| Arbitro: | Schößling |

|            |           |  |
| Mavrič 76’ | Marcatori |  |

| Arbitro: | Grudzinski |

|  |           |                             |
|  | Marcatori | 16’ Wiemann 40’ Gorschlüter |

| Arbitro: | Gräfe |

|  |           |                        |
|  | Marcatori | 10’ Milchraum 72’ Auer |

| Arbitro: | Aytekin |

|            |           |                  |
| Casper 41’ | Marcatori | 64’ (rig.) Manno |

| Arbitro: | Brych |

|  |           |                |
|  | Marcatori | 23’, 78’ Guèye |

#### Girone di ritorno
| Arbitro: | Winkmann |

|                                     |           |                |
| Adlung 1’ Auer 48’ Drpić 65’ (aut.) | Marcatori | 58’ Tarvajärvi |

| Arbitro: | Zwayer |

|           |           |  |
| Kruse 31’ | Marcatori |  |

| Arbitro: | Wagner |

|  |           |                          |
|  | Marcatori | 18’, 82’, 86’ (rig.) Sam |

| Arbitro: | Bandurski |

|           |           |          |
| Voigt 75’ | Marcatori | 81’ Auer |

| Arbitro: | Siebert |

|               |           |               |
| Auer 15’, 82’ | Marcatori | 13’ Schlieter |

| Arbitro: | Stieler |

|                                   |           |                    |
| Pappas 29’ Rösler 49’ Holebas 79’ | Marcatori | 11’ Kratz 59’ Fiél |

| Arbitro: | Aytekin |

|  |           |            |
|  | Marcatori | 25’ Harnik |

| Arbitro: | Leicher |

|                             |           |                  |
| Petersen 36’, 42’ Rivić 58’ | Marcatori | 53’ (rig.) Demai |

| Arbitro: | Willenborg |

|               |           |          |
| Auer 10’, 44’ | Marcatori | 39’ Fořt |

| Berlino 21 marzo 2010, ore 13:30 CET 27ª giornata | Union Berlino | 0 – 0 referto | Alemannia Aquisgrana | Stadion An der Alten Försterei (12 057 spett.)\| Arbitro: \| Grudzinski \| |
| Arbitro:                                          | Grudzinski    |               |                      |                                                                            |

| Arbitro: | Gagelmann |

|                                                |           |  |
| Németh 24’ Adlung 35’ Herzig 63’ Achenbach 90’ | Marcatori |  |

| Arbitro: | Steuer |

|                    |           |  |
| Jóhannsson 6’, 58’ | Marcatori |  |

| Arbitro: | Schriever |

|          |           |           |
| Auer 35’ | Marcatori | 60’ Džaka |

| Arbitro: | Meyer |

|  |           |                  |
|  | Marcatori | 35’ (rig.) Demai |

| Arbitro: | Siebert |

|                     |           |                               |
| Özgen 45’ Guèye 48’ | Marcatori | 54’ Allagui 55’ (aut.) Herzig |

| Arbitro: | Kempter |

|                         |           |            |
| Brückner 68’ Sağlık 78’ | Marcatori | 40’ Stehle |

| Arbitro: | Wingenbach |

|          |           |            |
| Auer 87’ | Marcatori | 28’ Bodzek |

### Coppa di Germania
| Arbitro: | Zwayer |

|            |           |                                                   |
| Pankau 35’ | Marcatori | 5’ Szukała 44’ Auer 55’ (rig.) Németh 73’ Oussalé |

| Arbitro: | Drees |

|                                                                             |           |                              |
| Caio 1’ Lymperopoulos 5’, 50’ Szukała 45’ (aut.) Meier 53’ Teber 89’ (rig.) | Marcatori | 23’, 88’ Guèye 65’, 72’ Auer |

## Statistiche

### Statistiche di squadra
| Competizione      | Punti | In casa | In casa | In casa | In casa | In casa | In casa | In trasferta | In trasferta | In trasferta | In trasferta | In trasferta | In trasferta | Totale | Totale | Totale | Totale | Totale | Totale | DR |
| Competizione      | Punti | G       | V       | N       | P       | Gf      | Gs      | G            | V            | N            | P            | Gf           | Gs           | G      | V      | N      | P      | Gf     | Gs     | DR |
| ----------------- | ----- | ------- | ------- | ------- | ------- | ------- | ------- | ------------ | ------------ | ------------ | ------------ | ------------ | ------------ | ------ | ------ | ------ | ------ | ------ | ------ | -- |
| 2. Bundesliga     | 43    | 17      | 7       | 5       | 5       | 24      | 24      | 17           | 4            | 5            | 8            | 13           | 17           | 34     | 11     | 10     | 13     | 37     | 41     | -4 |
| Coppa di Germania | -     | 0       | 0       | 0       | 0       | 0       | 0       | 2            | 1            | 0            | 1            | 8            | 7            | 2      | 1      | 0      | 1      | 8      | 7      | +1 |
| Totale            | -     | 17      | 7       | 5       | 5       | 24      | 24      | 19           | 5            | 5            | 9            | 21           | 24           | 36     | 12     | 10     | 14     | 45     | 48     | -3 |

### Andamento in campionato
| Giornata  | 1 | 2  | 3  | 4  | 5  | 6  | 7  | 8  | 9  | 10 | 11 | 12 | 13 | 14 | 15 | 16 | 17 | 18 | 19 | 20 | 21 | 22 | 23 | 24 | 25 | 26 | 27 | 28 | 29 | 30 | 31 | 32 | 33 | 34 |
| --------- | - | -- | -- | -- | -- | -- | -- | -- | -- | -- | -- | -- | -- | -- | -- | -- | -- | -- | -- | -- | -- | -- | -- | -- | -- | -- | -- | -- | -- | -- | -- | -- | -- | -- |
| Luogo     | T | C  | T  | C  | T  | C  | T  | C  | T  | C  | T  | C  | T  | C  | T  | C  | T  | C  | T  | C  | T  | C  | T  | C  | T  | C  | T  | C  | T  | C  | T  | C  | T  | C  |
| Risultato | N | P  | N  | V  | P  | V  | N  | N  | P  | P  | V  | V  | P  | P  | V  | N  | V  | V  | P  | P  | N  | V  | P  | P  | P  | V  | N  | V  | P  | N  | V  | N  | P  | N  |
| Posizione | 8 | 15 | 15 | 11 | 15 | 11 | 12 | 13 | 15 | 15 | 11 | 11 | 11 | 14 | 12 | 12 | 11 | 8  | 10 | 12 | 11 | 9  | 11 | 11 | 13 | 12 | 11 | 10 | 12 | 13 | 11 | 12 | 13 | 13 |

Legenda:

Luogo: C = Casa; T = Trasferta. Risultato: V = Vittoria; N = Pareggio; P = Sconfitta.

### Statistiche dei giocatori
| Giocatore      | 2. Bundesliga | 2. Bundesliga | 2. Bundesliga | 2. Bundesliga | Coppa di Germania | Coppa di Germania | Coppa di Germania | Coppa di Germania | Totale   | Totale | Totale      | Totale     |
| Giocatore      | Presenze      | Reti          | Ammonizioni   | Espulsioni    | Presenze          | Reti              | Ammonizioni       | Espulsioni        | Presenze | Reti   | Ammonizioni | Espulsioni |
| -------------- | ------------- | ------------- | ------------- | ------------- | ----------------- | ----------------- | ----------------- | ----------------- | -------- | ------ | ----------- | ---------- |
| D. Hohs        | 3             | 0             | 0             | 0             | -                 | -                 | -                 | -                 | 3        | 0      | 0           | 0          |
| T. Stuckmann   | 31            | 0             | 0             | 0             | 2                 | 0                 | 0                 | 0                 | 33       | 0      | 0           | 0          |
| T. Unger       | -             | -             | -             | -             | -                 | -                 | -                 | -                 | -        | -      | -           | -          |
| T. Achenbach   | 21            | 1             | 1             | 0             | 2                 | 0                 | 1                 | 0                 | 23       | 1      | 2           | 0          |
| M. Casper      | 17            | 1             | 3             | 0             | 1                 | 0                 | 0                 | 0                 | 18       | 1      | 3           | 0          |
| A. Demai       | 21            | 4             | 7             | 0             | 1                 | 0                 | 0                 | 0                 | 22       | 4      | 7           | 0          |
| N. Herzig      | 30            | 1             | 4             | 0             | -                 | -                 | -                 | -                 | 30       | 1      | 4           | 0          |
| A. Jepsen      | 15            | 0             | 2             | 0             | -                 | -                 | -                 | -                 | 15       | 0      | 2           | 0          |
| P. Milchraum   | 21            | 1             | 0             | 0             | 2                 | 0                 | 1                 | 0                 | 23       | 1      | 1           | 0          |
| S. Olajengbesi | 32            | 0             | 4             | 0             | 2                 | 0                 | 0                 | 0                 | 34       | 0      | 4           | 0          |
| T. Stehle      | 3             | 1             | 1             | 0             | -                 | -                 | -                 | -                 | 3        | 1      | 1           | 0          |
| Ł. Szukała     | 8             | 0             | 3             | 0             | 2                 | 1                 | 0                 | 0                 | 10       | 1      | 3           | 0          |
| D. Adlung      | 25            | 2             | 6             | 0             | -                 | -                 | -                 | -                 | 25       | 2      | 6           | 0          |
| T. Burkhardt   | 25            | 1             | 1             | 0             | 2                 | 0                 | 0                 | 0                 | 27       | 1      | 1           | 0          |
| C. Fiél        | 29            | 1             | 7             | 0             | 2                 | 0                 | 0                 | 0                 | 31       | 1      | 7           | 0          |
| M. Höger       | 10            | 0             | 2             | 0             | -                 | -                 | -                 | -                 | 10       | 0      | 2           | 0          |
| M. Junglas     | 16            | 1             | 1             | 1             | 2                 | 0                 | 0                 | 0                 | 18       | 1      | 1           | 1          |
| K. Kratz       | 18            | 1             | 5             | 0             | 1                 | 0                 | 0                 | 0                 | 19       | 1      | 5           | 0          |
| A. Lasnik      | 4             | 0             | 1             | 0             | -                 | -                 | -                 | -                 | 4        | 0      | 1           | 0          |
| F. Müller      | 8             | 0             | 0             | 0             | 2                 | 0                 | 0                 | 0                 | 10       | 0      | 0           | 0          |
| R. Plaßhenrich | 1             | 0             | 0             | 0             | -                 | -                 | -                 | -                 | 1        | 0      | 0           | 0          |
| J. Polenz      | 4             | 0             | 1             | 0             | -                 | -                 | -                 | -                 | 4        | 0      | 1           | 0          |
| A. Uludağ      | 17            | 0             | 0             | 0             | -                 | -                 | -                 | -                 | 17       | 0      | 0           | 0          |
| B. Auer        | 30            | 14            | 2             | 1             | 2                 | 3                 | 0                 | 0                 | 32       | 17     | 2           | 1          |
| M. Daun        | -             | -             | -             | -             | -                 | -                 | -                 | -                 | -        | -      | -           | -          |
| B. Guèye       | 30            | 4             | 1             | 0             | 2                 | 2                 | 0                 | 0                 | 32       | 6      | 1           | 0          |
| S. Németh      | 21            | 1             | 1             | 0             | 1                 | 1                 | 0                 | 0                 | 22       | 2      | 1           | 0          |
| A. Özgen       | 15            | 1             | 0             | 0             | -                 | -                 | -                 | -                 | 15       | 1      | 0           | 0          |
| H. Oussalé     | 11            | 0             | 5             | 0             | 2                 | 1                 | 0                 | 0                 | 13       | 1      | 5           | 0          |